# Leptogenys carinata
Leptogenys carinata é uma espécie de formiga do gênero Leptogenys, pertencente à subfamília Ponerinae.